# Eurymesosa albostictica
Eurymesosa albostictica là một loài bọ cánh cứng trong họ Cerambycidae.